# Crime and Punishment
Crime and Punishment er en amerikansk stumfilm fra 1917 af Lawrence B. McGill.

## Medvirkende
- Derwent Hall Caine som Rodion Raskolnikoff
- Cherrie Coleman som Dounia
- Lydia Knott
- Carl Gerard som Razmouhin Porkovitch
- Sidney Bracey som Andreas Valeskoff